# Popești, Vâlcea
Popești là một xã thuộc hạt Vâlcea, România. Dân số thời điểm năm 2002 là 3221 người.